# Grijskruinpalmtangare
De grijskruinpalmtangare (Phaenicophilus poliocephalus) is een zangvogel uit de familie Phaenicophilidae.

## Verspreiding en leefgebied
Deze soort is endemisch op Hispaniola en op Île de la Gonâve en telt 2 ondersoorten:
- P. p. poliocephalus: Hispaniola.
- P. p. coryi: Île de la Gonâve (nabij het westelijke deel van Centraal-Hispaniola).